# Parc Saint-Paul
Le parc Saint-Paul (stylisé sans le trait d'union) est un parc d'attractions situé à Saint-Paul, dans l'Oise à 8 km à l'ouest de Beauvais et à 70 km de Paris. Le parc a ouvert en 1979 sous le nom d'Haras Loisirs.
La superficie du parc, notamment la zone d'attractions, s'étend sur 15 ha. En incluant le parking et les coulisses, la surface atteint 27 ha.

## Histoire
Les origines du parc remontent à 1978 lorsque Gérard Hédin, maire de Saint-Paul à l'époque, rachète le terrain implanté aux abords de l'actuelle route départementale D 931 à un ingénieur chimiste. Ce dernier l'utilisait pour un élevage de chevaux de courses. Après acquisition, des travaux importants ont été réalisés pour y former les 3 ha de plans d'eau du domaine.
En 1979, le parc Haras Loisirs ouvre au public comme un lieu de divertissement. Il propose des promenades à cheval, des locations de barques et pédalos, des journées de pêche à la truite, de la restauration pour des mariages, baptêmes et fêtes familiales. Les activités de pêche à la truite étaient effectuées sur l'étang situé à l'ouest, pendant que les promenades en barque et pédalos se faisaient sur l'étang à l'est. L'un des deux étangs est désormais parcouru par le Le Bateau Mississippi et les Pédalos Cygnes.
Les photos publiées dans l'œuvre Saint-Paul, mon village, ma passion de Gérard Hédin paru en 2001,,, illustrent une vue aérienne de 1981 où l'on reconnait la forme des étangs qui ont été creusés à l'époque.

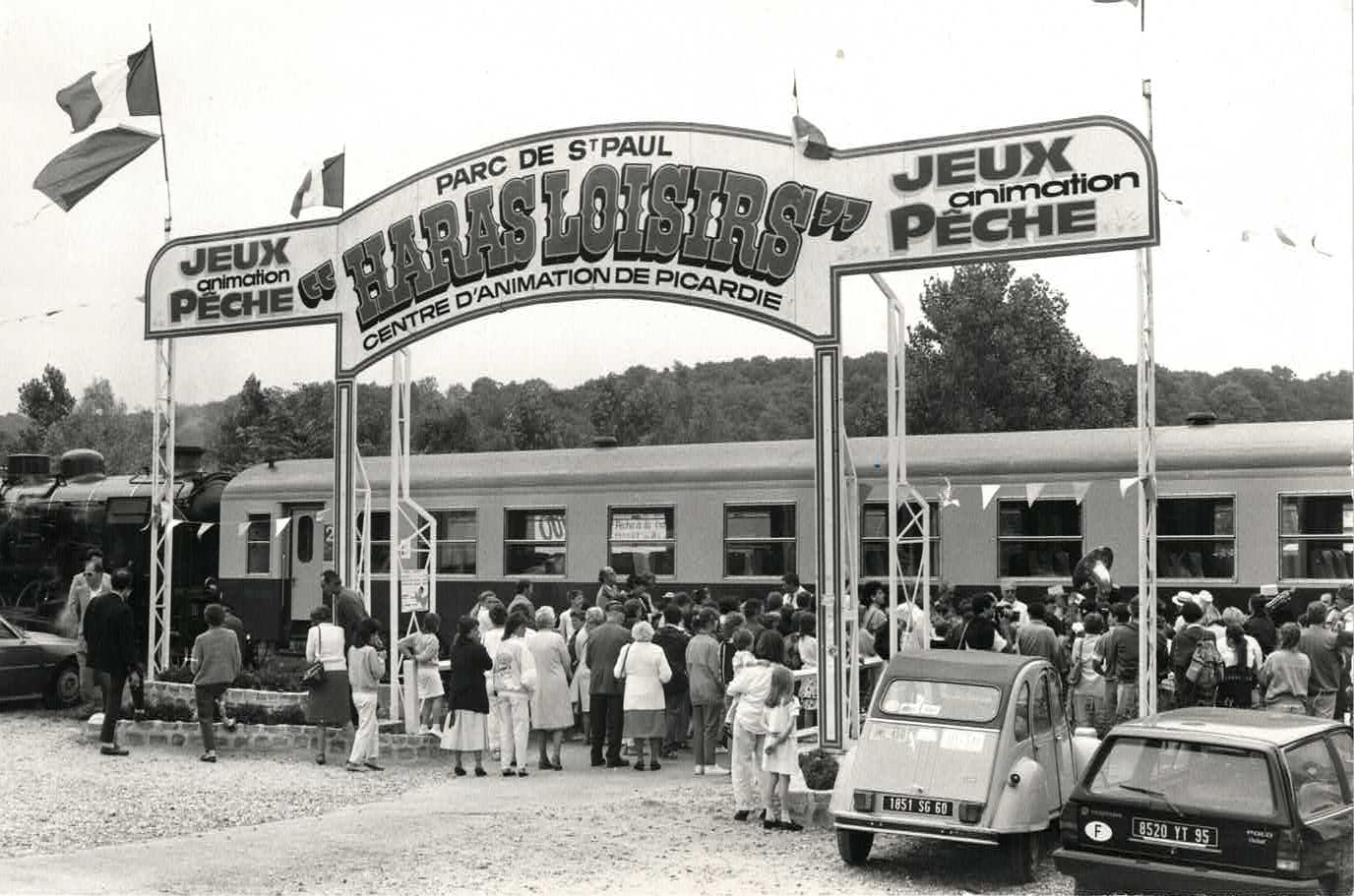
Entrée du parc Haras Loisirs en 1988.
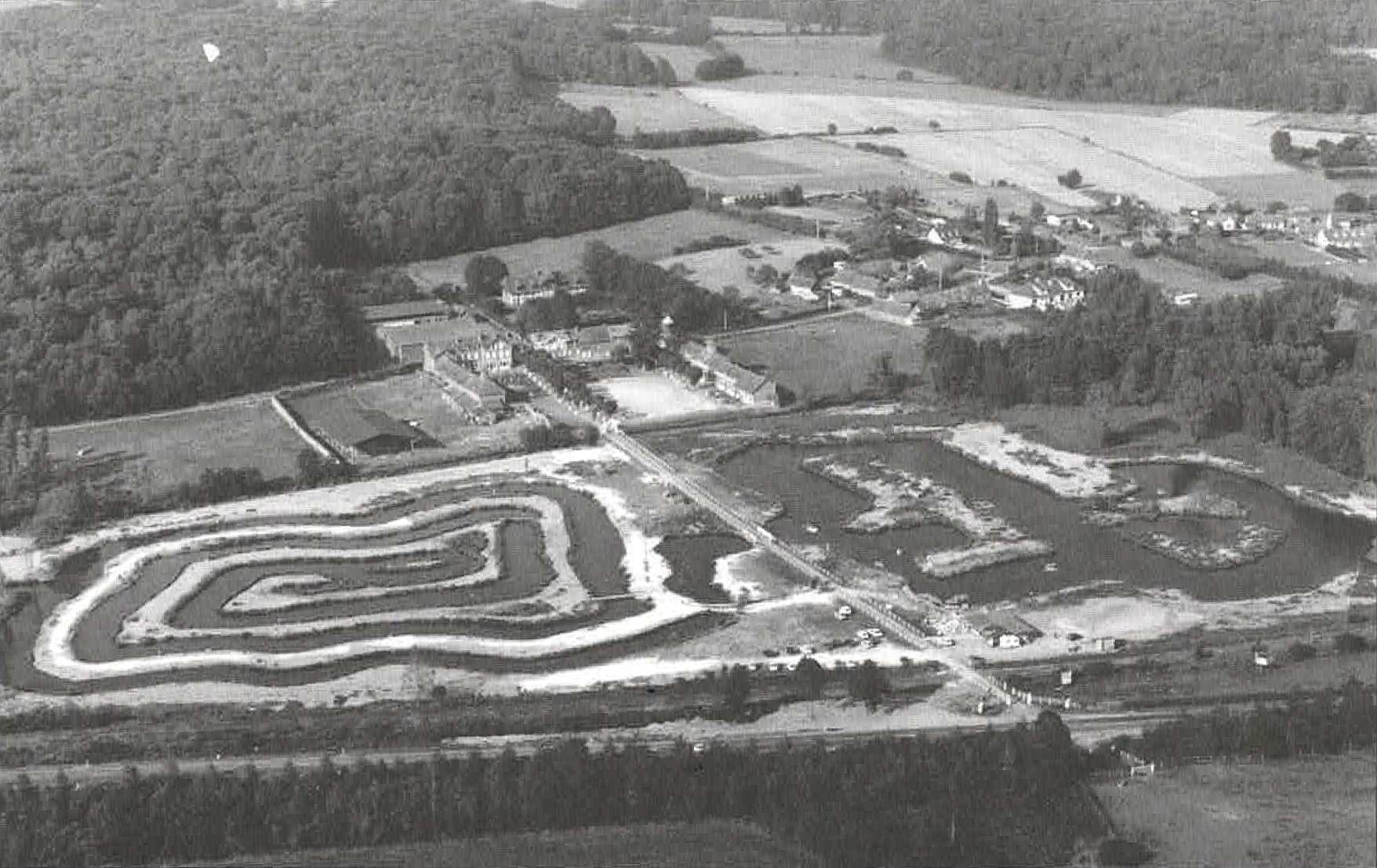
Vue aérienne du parc Haras Loisirs en 1981.

C'est en 1983 qu'André Campion, exploitant-forain de manège (et frère de Marcel Campion,) reprend les activités d'Haras Loisirs. Il décide de renommer le lieu en « Haras Loisirs, Le Parc de St-Paul ». C'est à ce moment que sont installées les premières attractions mécaniques sur le parc : la chenille, le voltigeur, le carrousel, les autos-tamponneuses, La Roue 1900, Le Château Hanté, Le Labyrinthe des Glaces, Le Petit Train, Les Grands Toboggans, Les Vélos Drôles…

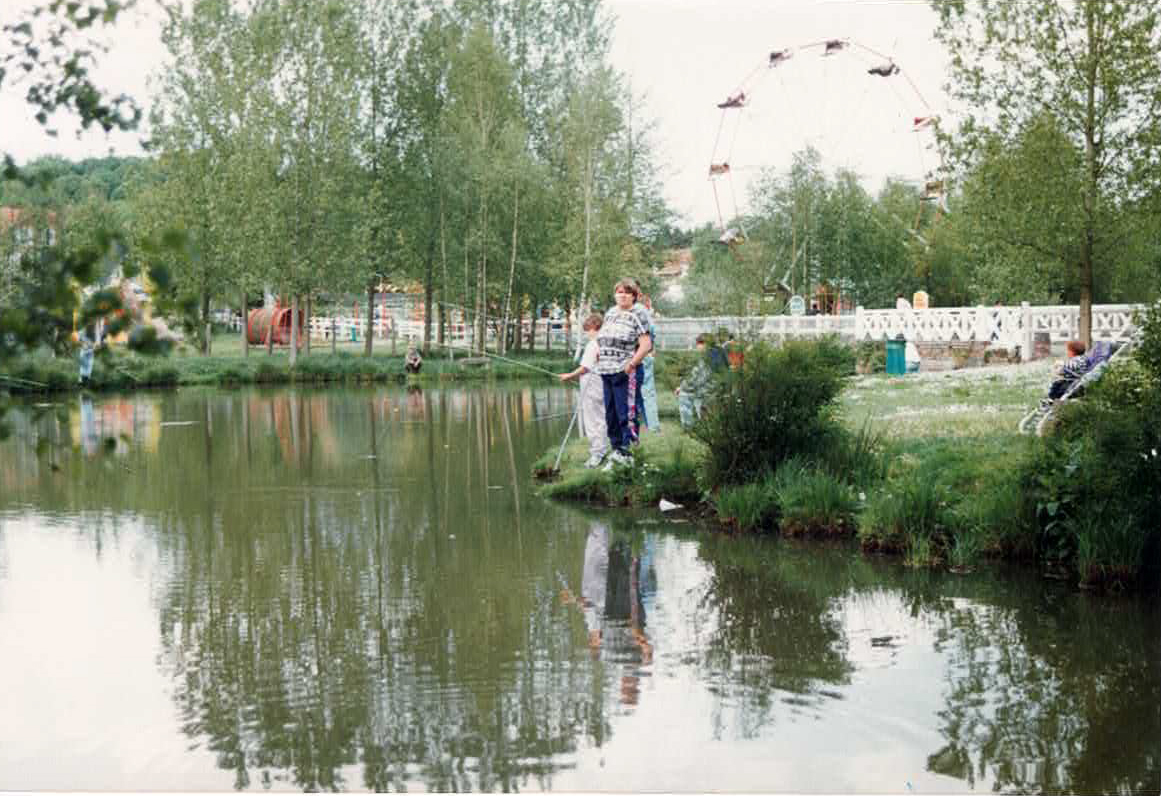
Pêche à la truite en 1985.
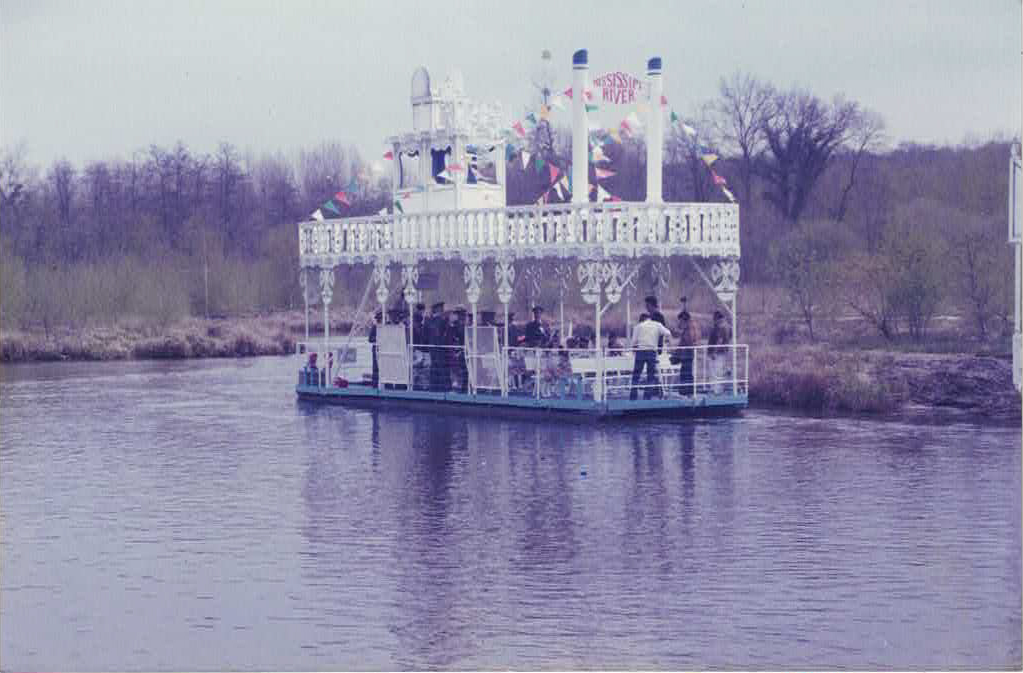
Le Bateau Mississipi en 1985.
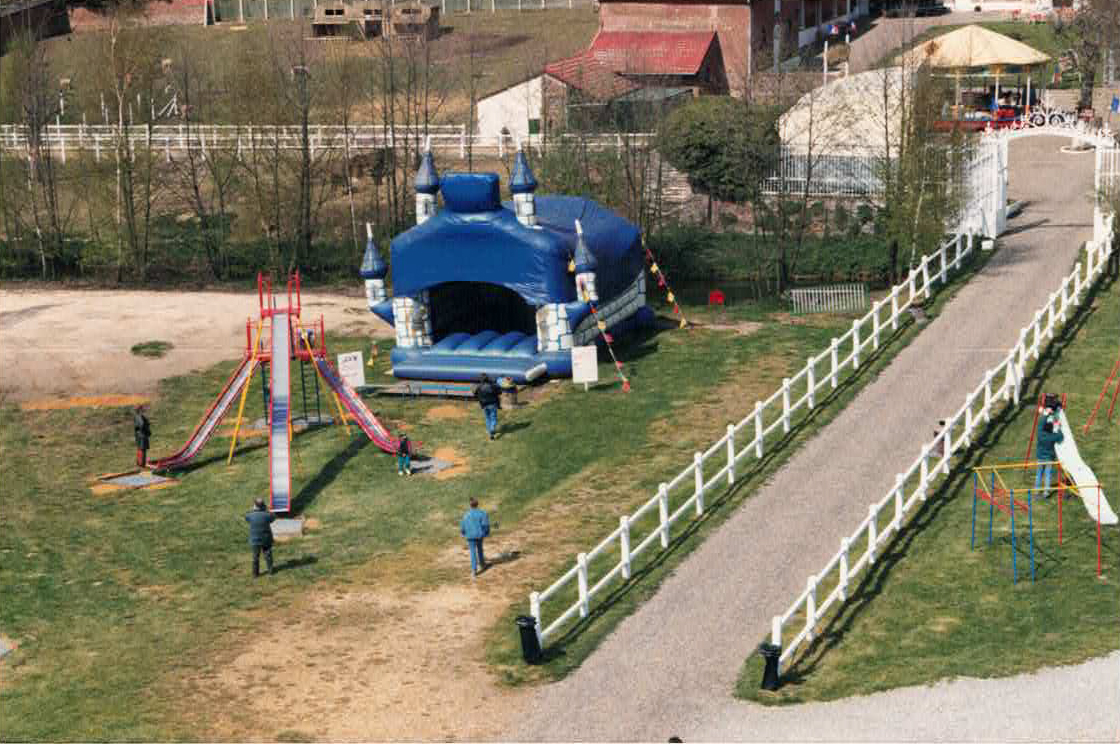
Structures de jeux et gonflables en 1985.
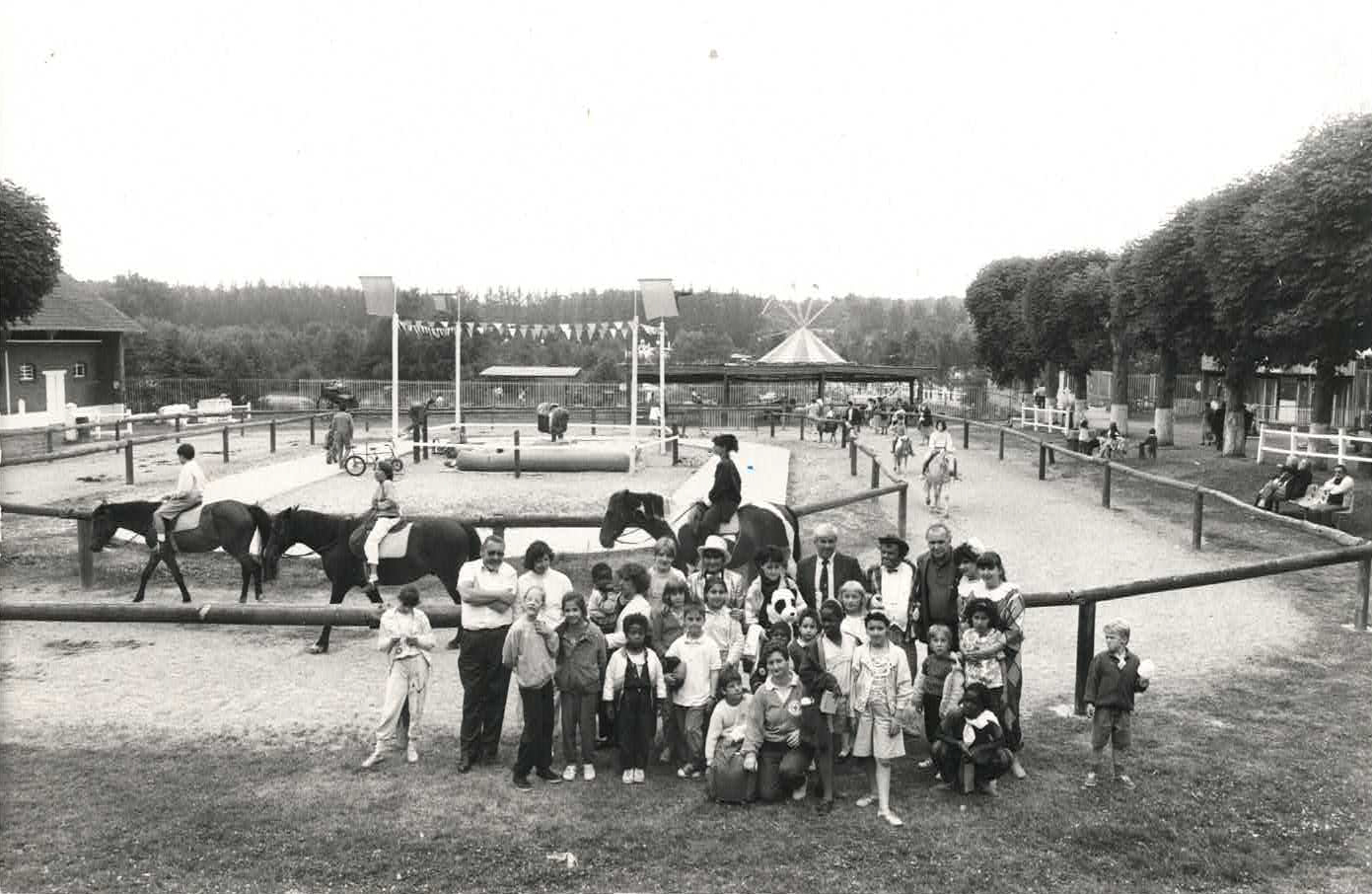
Les promenades à poney, le rodéo hydraulique et Les Vélos Drôles en 1988.
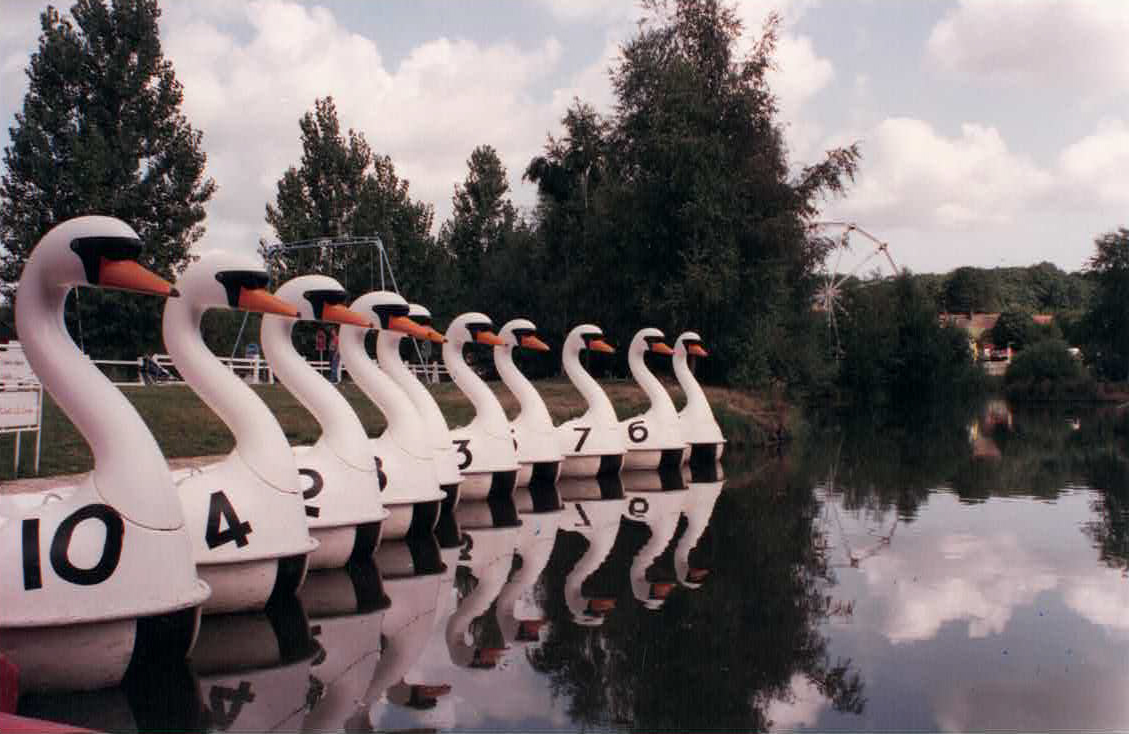
Arrivée des pédalos en 1992.

En 1998, le nom « Haras Loisirs » disparait des flyers promotionnels du parc et n'affiche plus que « Le Parc de St-Paul ».
En 1999, le parc est repris par Gilles Campion, le fils d'André Campion.
Dans les années 2000, Le Parc de St-Paul est finalement renommé « parc Saint Paul » (sans le tiret). À cette époque où de nombreux parcs de loisirs en France possédaient un nom qui finissait par land, la direction souhaitait un nom à consonnance française. C'est ainsi que « Parc » s'imposait, et également « Saint Paul » car l'activité de loisirs était ancré dans son territoire.
Le parc a été officiellement vendu courant mars 2025 au groupe Looping. 

## Mascottes

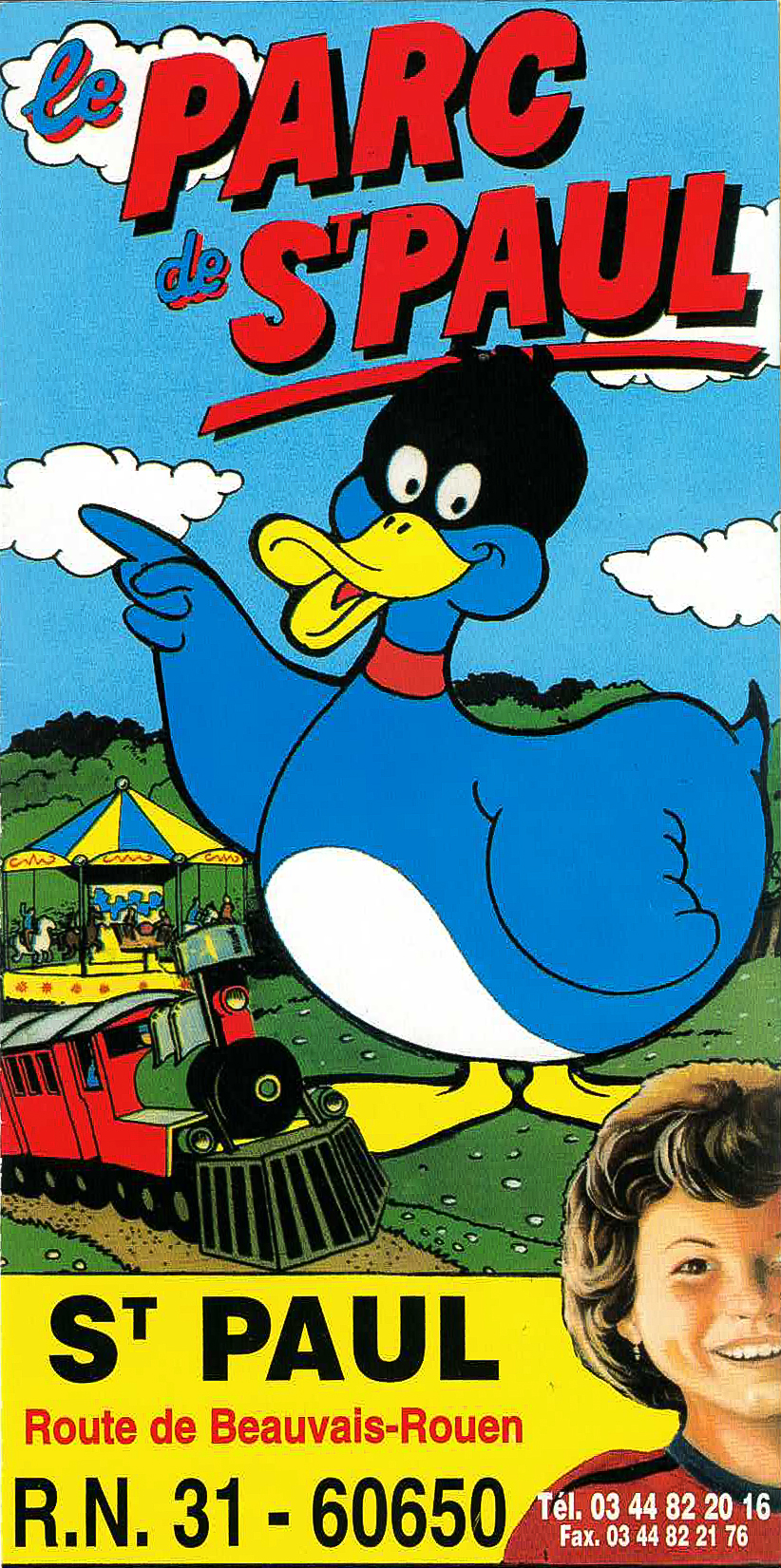
La mascotte en 1998.

La mascotte du parc est un canard au plumage bleu répondant au nom de Pilou. Jusqu'en 1998, elle se prénommait Balthazar et possédait des ailes. Elle subit une refonte visuelle lors de la saison 1999 et est telle qu'on la connait actuellement avec des bras et une casquette sur la tête.
Pour le parc, le choix d'un canard en guise de mascotte est évident car les plans d'eau des lieux hébergent naturellement beaucoup de canards colvert. La couleur bleu a été choisie pour rendre Pilou plus original.
En 2019, le parc accueille Pilouna, une cane de la même couleur que Pilou et portant un grand noeud rose sur la tête. Elle est l'amoureuse de Pilou.
Il est possible aux visiteurs de se faire prendre en photo avec les mascottes au point-photo dédié La Maison de Pilou.

## Attractions
En 2024, le parc Saint-Paul compte 36 attractions dont 7 montagnes russes.

### Montagnes russes

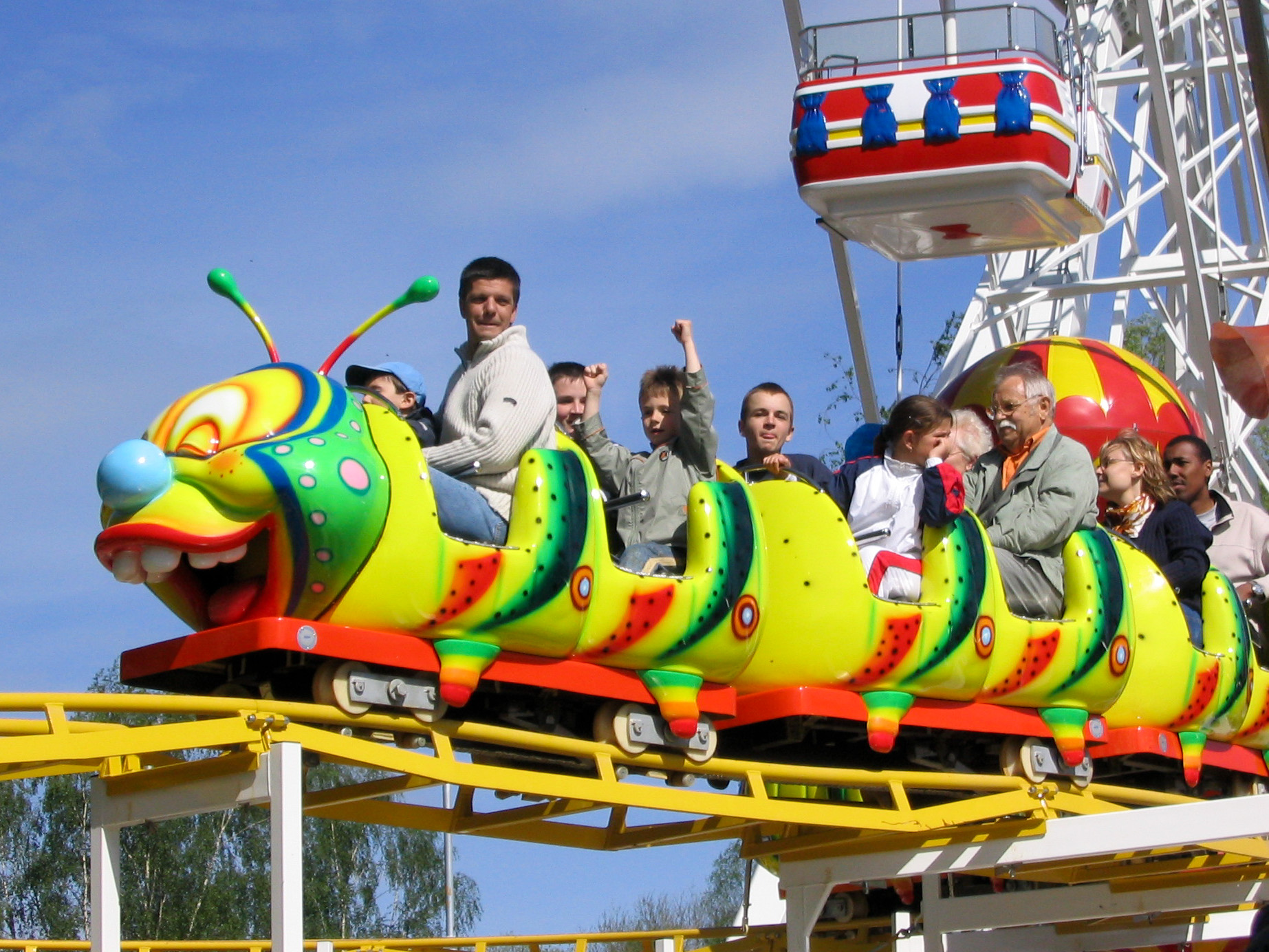
La Pomme

- L'Aérotrain, Vekoma Junior Coaster de Vekoma (2014). Était précédemment situé dans le centre commercial lisboète Centre Colombo depuis 1997.
- Le Dino Disk'O - Disk'O Coaster de Zamperla de 2019
- Le Mini Mouse Cartoon, Wild Mouse junior de Zamperla de 2004
- La Pomme, montagnes russes junior de DAL Amusement Rides Company (2005). Il remplace Family Coaster au modèle presque identique, fermé en 2004.
- La Souris Verte, Wild Mouse tournoyante de Zamperla (2007)
- Le Wild Train, montagnes russes assises de Pax (2000)
- Le Wood Express, montagnes russes en bois de The Gravity Group (2018). Il s'agit d'un parcours de montagnes russes hybrides avec une voie en bois et une structure en acier. L'investissement atteint les trois millions d'euros[11],[12],[13]. À son ouverture, l'attraction ne tournait avec qu'un seul train (de couleur dorée) sur le parcours. C'est au cours de la saison 2020 que le deuxième train (de couleur argentée) fut mis en circulation[14]. Il est à noter que autres trois circuits de montagnes russes en bois existent en France (l'Anaconda (Walygator Grand Est) ouvert en 1989, le Tonnerre 2 Zeus (Parc Astérix) ouvert en 1997 avec une réhabilitation majeure en 2022 et Timber (Walibi Rhône-Alpes ouvert en 2016)

### Anciennes montagnes russes
- Le Formule 1, montagnes russes assises de Pax (2005-2020) Cette attraction est toujours en place pour l'enquête qui est en cours due à son accident mortel survenu en 2020.
- Le Looping, montagnes russes assises de Soquet (2003-2005). Après sa fermeture, l'attraction est totalement rénovée et exploitée sur les fêtes foraines françaises depuis le milieu de l'année 2019 par le forain Wilfried Troisne[15] sous le nom de Roller Coaster. Elle est premièrement présentée à la clientèle du Luna Park à La Palmyre[16].

### Attractions à sensations fortes

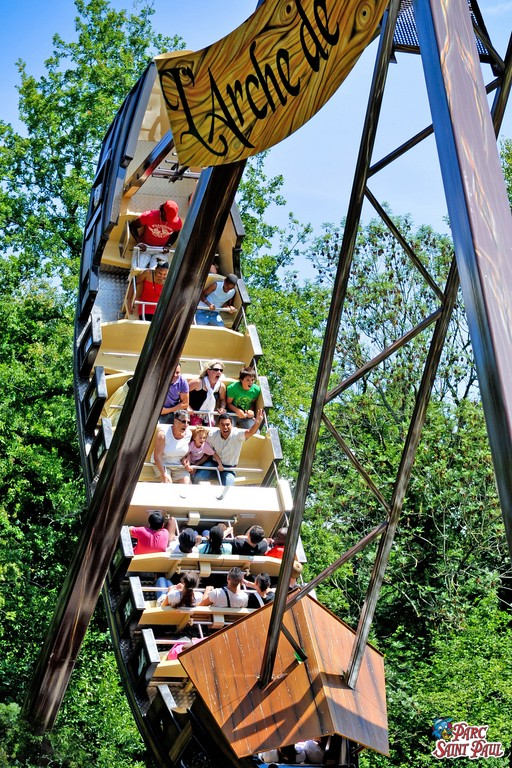
L'Arche de Noé

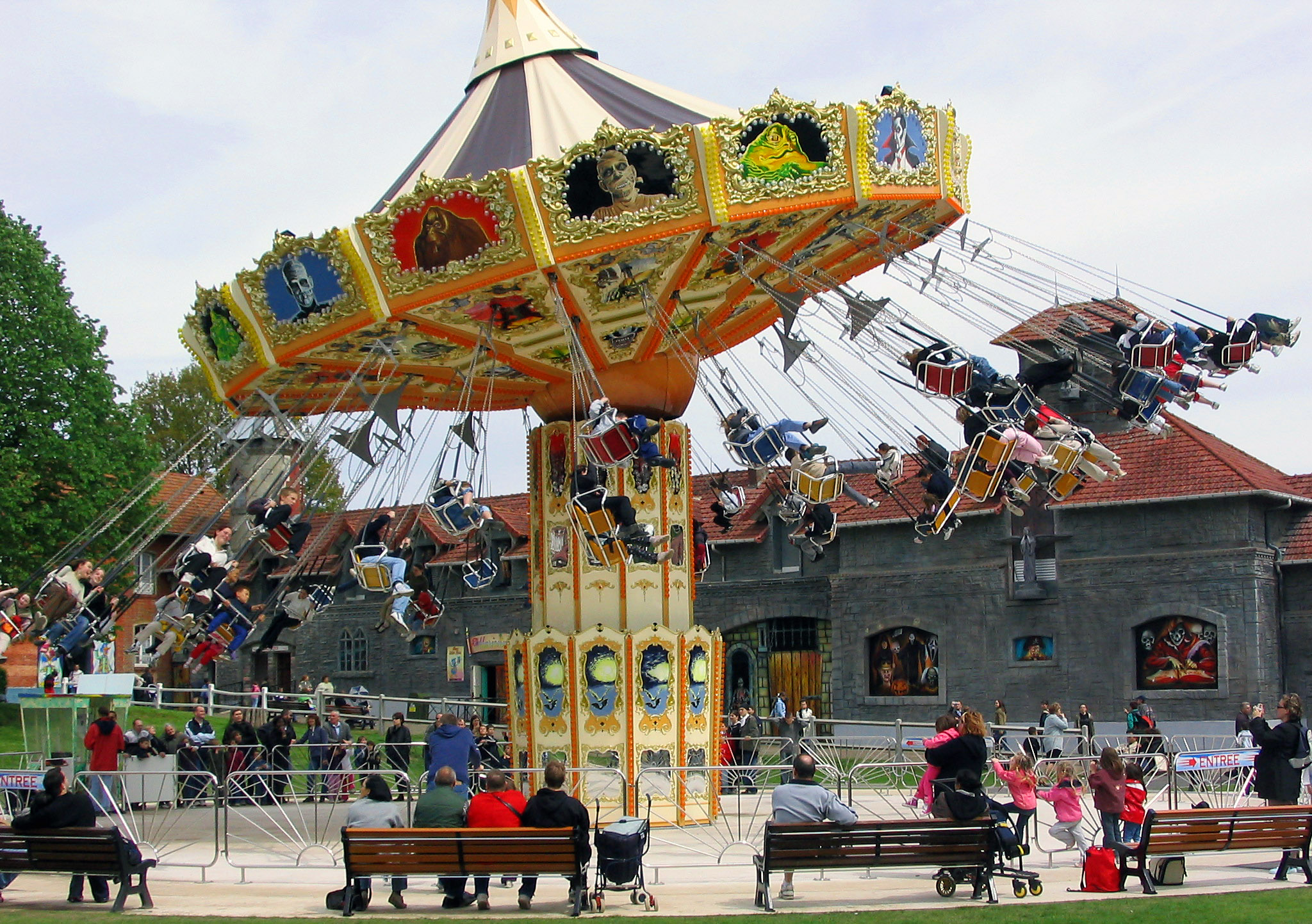
Les Chaises Aériennes

- L'Arche de Noé - bateau à bascule de Metallbau Emmeln de 2010
- L'Aqua Splash - Wave Runner de Metallbau Emmeln de 2015
- Les Chaises Aériennes - chaises volantes de Preston & Barbieri de 2005. En 2018, de nouvelles chaises volantes du même constructeur sont installées en remplacement des anciennes.
- Le Château Hanté - walkthrough du parc Saint-Paul de 1985. Lors de la période d'Halloween, des acteurs-bénévoles occupent les couloirs du parcours afin de rendre l'expérience encore plus intense et terrifiante.

### Attractions aquatiques
- Le Dino Splash - bûches de Interlink de 2001

### Attractions familiales
- Le Bateau Mississippi - bateau à passagers croisière de 2000
- Le Carrousel 1900 - carrousel de chevaux de bois de Concept 1900 de 2002
- La Grande Roue - roue panoramique de Technical Park de 2003
- La Maison Foldingue - Crazy House de Preston & Barbieri de 2001. En 2023, une nouvelle Maison Foldingue du même constructeur est installée en remplacement de l'ancienne.
- Les Miroirs Magiques - miroirs déformants de 2003
- Le Nebulaz - manège de type Nebulaz de Zamperla de 2022
- Le Parcours 3D - walkthrough du parc Saint-Paul de 1999
- Les Pédalos-Cygnes - bateaux à pédales de 2000
- Les P'tits Lapins - chevaux galopants de Metallbau Emmeln de 2013
- Le Rétrocyclo - manège de vélocipèdes de Concept 1900 de 2022
- Les Tractorigolos - parcours en tracteur de SBF Visa de 2010

### Attractions pour enfants
- Les Bateaux Bully - petite rivière du parc Saint-Paul de 2000
- Le Canon Ball - aire de jeux pour enfants de Playmart de 2010
- L'Escadrille de Pilou - manège d'avions de Technical Park de 2006
- L'Escala'Gliss - structure d'escalade de Cetec System de 2009
- L'Ilotortues - manèges pour enfants de Park Rides de 2010
- Le Grandyzer - grand toboggan spiral 2017
- Les Mini Quads - autos-tamponneuses junior de Preston & Barbieri de 2012
- Les Pata'Wouf - Jump Around de SBF Visa de 2010
- La Samba des Zabeilles - chaises volantes junior de SBF Visa de 2010
- Le Tobogliss - grand toboggan de Dallet de 1999
- La Tour Yoyo - tour de chute junior de Zamperla de 2009
- Les Trampolines - trampoline de Park Equipement de 1999

### Anciennes attractions
- Les Animaux Exotiques - chevaux galopants de Soquet, jusqu'en 2012
- Les Bateaux Tamponneurs - bateaux tamponneurs de Foster, jusqu'en 2009
- Le Manège Dragon - manège d'avions de type Mini Jet de Zamperla, jusqu'en 2009
- Le Petit Train - train sur route de Gopo de 1999 jusqu'en 2019
- Le Safari Trip - Music Express de Mack Rides de 2005 jusqu'en 2021. Il s'agit d'une attraction foraine datant de 1972.
- Les Téléphériques - tyrolienne de 1992 jusqu'en 2021.
- Les Tacots 1900 - parcours de tacots
- Le Terror Festival - train fantôme de Mack Rides présent jusqu'en 2009. Il s'agit d'une attraction foraine datant de 1982.
- Toi aussi devient un Géant walkthrough -de  2018 a 2023
- La Tour Descente Extrême - tour de chute libre d'une quarantaine de mètres de Pax de 2004 présente jusqu'en 2024.

## Spectacles
- Bubble World - spectacle de bulles et effets visuels avec Alberto Leone[17]
- Stykan Family - spectacle d'acrobaties et de cascades

## Restauration
Le parc possède cinq points de restauration.
- L'Auberge Rouge - restaurant de buffet à volonté
- La Crêperie du Lac - snack-bar servant des crêpes et autres snacks sucrés
- Le Mississipi Grill - snack-bar servant des frites, hamburgers et des fish and chips
- La Rotonde - snack-bar servant des pizzas
- Le Snack Coco - snack-bar servant des frites et hamburgers

Jusqu'en 2014, il était possible pour les visiteurs de ramener leurs propres grillades afin de faire un barbecue dans l'enceinte du parc.

## Fréquentation
La fréquentation se chiffre à 85 000 visiteurs en 1998. En 1999, un nombre inférieur à 100 000 visiteurs passent les portes du parc.
Le nombre de visiteurs évolue avec 207 553 en 2000, 242 072 en 2001, 299 019 en 2002, 360 054 en 2003, 388 777 en 2004. Il affiche 305 417 en 2005, le Comité Départemental du Tourisme de l'Oise note que « la forte baisse de fréquentation du parc Saint-Paul (Beauvaisis) [en 2005 est] due à des incidents internes (-20 %) ».
Après une diminution notable, le nombre d'entrées grimpe à nouveau par après avec 210 000 en 2007, 265 000 en 2008 et 325 000 en 2009.
Par la suite, le parc connaît des années aléatoires en termes de fréquentation avec 347 026 entrées en 2012, 375 460 entrées en 2013, 363 000 entrées en 2014, 362 493 entrées en 2015, 369 592 entrées en 2016, 361 671 entrées en 2017, 
372 891 entrées en 2018, 384 675 entrées en 2019 et 140 000 entrées en 2020.
En 2022, 359 000 visiteurs passent les portes du parc.

## Concerts
Le parc accueille de façon régulière plusieurs artistes français pour des concerts se déroulant sous le chapiteau du Teen's Party.
- Magic System - le 20 août 2011[28] et le 15 mai 2016[29]
- Keen'V - le 27 mai 2012[30], le 29 mai 2014[31], le 26 juillet 2015[32] et le 18 juillet 2021[33]
- Colonel Reyel - le 29 juillet 2012[34]
- Collectif Métissé - le 26 août 2012[35] et le 21 août 2016[36]
- Jean-Luc Lahaye - le 26 mai 2013[37]
- Sexion d'Assaut - le 18 août 2013[38]
- Tony Carreira - le 18 mai 2014[39]
- Black M - le 10 août 2014[40] et le 23 août 2015[41]
- Kendji Girac - le 24 mai 2015[23] et le 3 septembre 2016[42]
- Soprano - le 14 juin 2015[43]
- Kids United - le 5 juin 2016[44]
- KeBlack - le 9 septembre 2017[45]
- Gims - le 25 juillet 2021[31]

## Accidents
Parc Saint Paul est la scène d'accidents depuis 2005,. Après les fêtes foraines, il est le site de loisirs français doté d'attractions dénombrant plusieurs accidents.
Le 14 juillet 2005, onze personnes sont impliquées dans un accident sur les montagnes russes Formule 1 — fabriquées par l'usine russe Pax — inaugurées en mai de la même année,,. Il résulte d'une collision entre trois wagons à la suite d'une rupture de freins,. Le système de freinage est ensuite remplacé par Soquet. Après cet accident, Gilles Campion, le propriétaire et gérant du parc, est radié du SNELAC (syndicat national des espaces de loisirs, d'attractions et culturels), n'ayant pas convaincu le syndicat sur « ses capacités à assurer la sécurité dans son parc ».

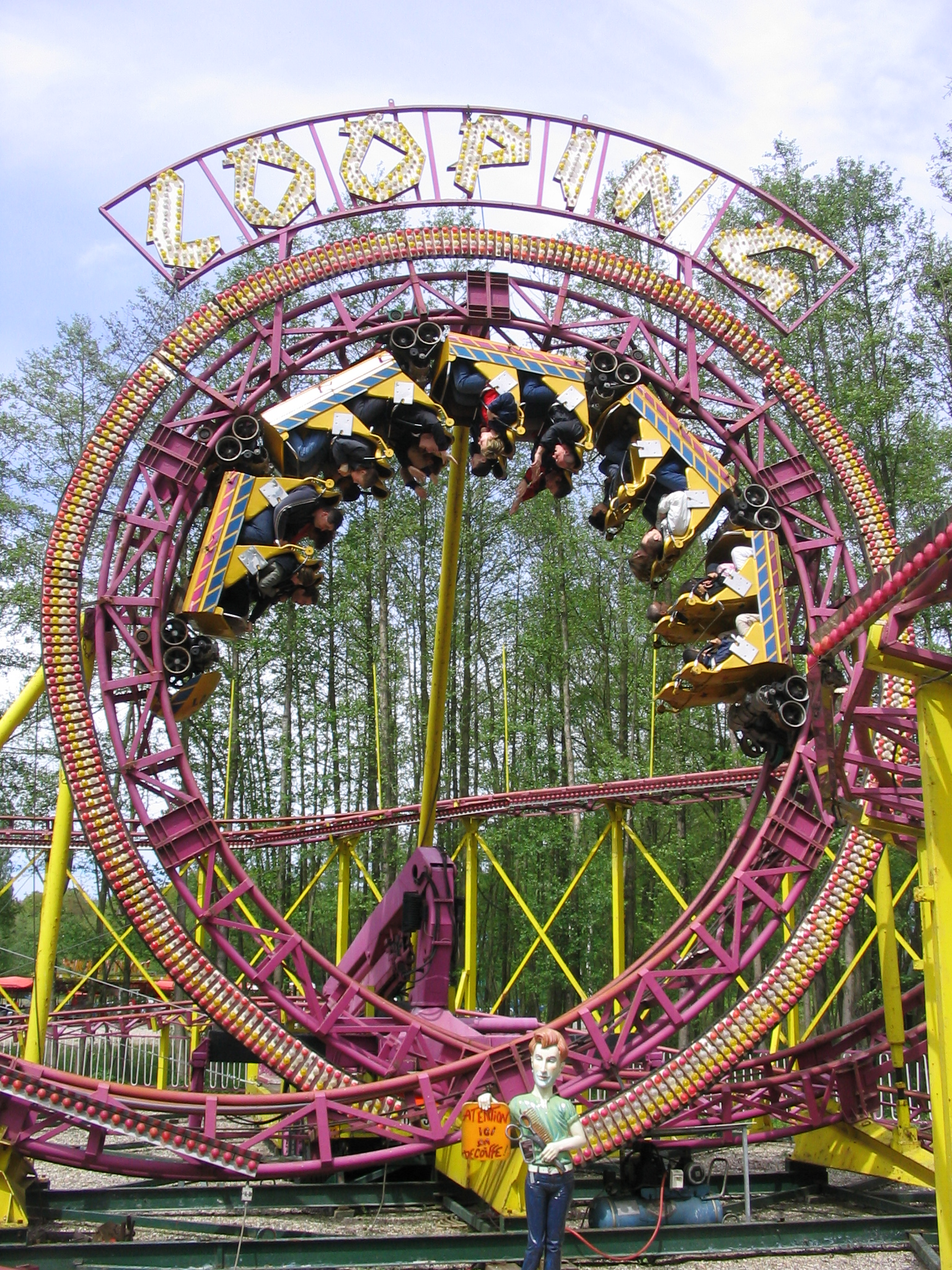
Looping

Le 17 août 2005, un wagon des montagnes russes Looping se détache en pleine course et percute un poteau métallique. Quatre personnes âgées de 20 à 46 ans sont sérieusement blessées. Il s'agit de la troisième saison au Parc Saint Paul pour l'attraction, fabriquée en 1982, soit plus de vingt ans auparavant. En 2007, Gilles Campion est condamné à quatre mois de prison avec sursis et plusieurs milliers d'euros de dommages et intérêts pour les deux accidents de 2005. Le forain et ancien propriétaire du Looping Charles Vancrayenest est cité à comparaître.
En mai 2009, deux enfants de 11 mois et de 4 ans sont légèrement blessés lors d'une chute d'un avion ayant basculé. Un écrou et un boulon sont retrouvés au pied de la nacelle,.
En août 2009, une femme de 35 ans est éjectée de l'attraction Formule 1 lors d'un virage, passe par-dessus la barrière et décède,. En avril 2010, Parc Saint Paul est innocenté après les conclusions d'un expert pointant le « comportement inapproprié de la victime ».
Le 4 juillet 2020, une femme de 32 ans est éjectée de l'attraction Formule 1 et meurt. À la suite d'une enquête, il est révélé que des ceintures de sécurité installées après l'accident mortel survenu en 2009 ont été retirées en juin 2020. De plus, « l'expert a pu relever que le premier cran de chaque barre de sécurité avait été meulé, de façon à ne pas permettre l'accès au manège aux personnes de très forte corpulence ». Gilles Campion annonce le démantèlement de cette attraction à l'issue de l'enquête. Il est mis en examen pour homicide involontaire par manquement délibéré à une obligation de sécurité ou de prudence,. Le 15 mars 2024, le procureur de la République requiert le « renvoi de Monsieur Campion devant le tribunal judiciaire de Beauvais ».

## Informations économiques
La société Parc Saint Paul a été immatriculée en septembre 1978 sous le no 313-789-976.
Le 31 octobre 2017, elle a réalisé un chiffre d'affaires de 7,454 439 millions d'euros dégageant un résultat de 938 740 €. L'effectif moyen annuel au 31 octobre 2017 était de 46 salariés.
Le 31 octobre 2018, elle a réalisé un chiffre d'affaires de 8,115 800 millions d'euros dégageant un résultat de 975 000 €.
Le 31 octobre 2020, elle a réalisé un chiffre d'affaires de 3,517 200 millions d'euros et affiche une perte de 1,488 700 million d'euros.
Parc Saint Paul est une marque déposée.
En 2023, le Parc Saint-Paul a réalisé un bénéfice net de 1 158 385 euros, confirmant une gestion financière positive. L’actif total s’élève à environ 13,97 millions d’euros, réparti entre 6 millions d’euros d’actifs immobilisés et 8 millions d’euros d’actifs circulants. Les passifs comprennent 5,39 millions d’euros de capitaux propres et 8,58 millions d’euros de dettes.Le parc a également renouvelé son commissaire aux comptes, avec la nomination d'Eric Maerte Audit, témoignant d’une volonté de renforcer la transparence et la structure financière.